# Johan Jokinen
Johan Daniel Valentiner Jokinen, född 20 juni 1990 i Köpenhamn, är en dansk racerförare.

## Racingkarriär
Jokinen tog klivet från karting till formelbilsracing 2007, då han bland annat vann Formula Ford Junior Cup Denmark och blev tvåa i Formula Ford Denmark. Efter det har han tävlat en del i olika Formel Renault 2.0-mästerskap, då främst i Formula Renault 2.0 Northern European Cup, där han slutade fyra totalt 2008. 2009 körde han hela säsongen i F3 Euroseries, med undantag av den första tävlingshelgen, utan att ta en enda poäng. 2010 tog han vägen till FIA Formula Two Championship. Efter den tredje tävlingshelgen, vilken kördes på Autodromo Nazionale Monza, försvann Jokinen ur mästerskapet, på grund av en bruten fot.
Istället vände han hem till Danmark, för att tävla i Peugeot Spider Cup Denmark. Detta klarade han av på grund av det långa sommaruppehållet, då foten kunde läka sig. Han missade endast pallen i ett race, då han tvingades bryta, tog sex segrar och vann hela mästerskapet totalt. Under säsongen 2011 är han tillbaka i formelbilsracing och tävlar i European F3 Open.
| År                                               | Klass/Mästerskap                          | Team                              | Bil                         | Totalt/poäng   | Bästa placering               |
| ------------------------------------------------ | ----------------------------------------- | --------------------------------- | --------------------------- | -------------- | ----------------------------- |
| 2007                                             | Formula Ford Denmark                      | Egebart Motorsport                | Van Diemen RF97             | 2:a/250p       | Fem segrar                    |
| 2007                                             | Formula Renault 2.0 Northern European Cup | KEO Racing                        | Tatuus FR2000 (Renault)     | 41:a/13p       | 12:a på Oschersleben (Race 2) |
| 2007                                             | Formula Ford NEZ                          | ?                                 | Van Diemen RF97             | 7:a/41p        | ?                             |
| 2008                                             | Formula Ford Festival - Duratec class     | ?                                 | Ray GRS07                   | 17:e           | 17:e                          |
| 2007                                             | Formula Ford Junior Cup Denmark           | Egebart Motorsport                | Van Diemen RF97             | 1:a/111p       | ?                             |
| 2007                                             | Formula Ford Zetec Sweden                 | ?                                 | Van Diemen RF97             | 15:e/18p       | ?                             |
| 2008                                             | Formula Renault 2.0 Northern European Cup | Motopark Academy                  | Tatuus FR2000 (Renault)     | 4:a/225p       | 1:a på Oschersleben (Race 2)  |
| 2008                                             | Formula Renault 2.0 Eurocup               | iQuick                            | Tatuus FR2000 (Renault)     | -/0p           | 16:e på Estoril (Race 2)      |
| 2009                                             | F3 Euroseries                             | Kolles & Heinz Union              | Dallara F308 (Volkswagen)   | -/0p           | 9:a på Dijon-Prenois (Race 2) |
| 2009                                             | Formula Renault 2.0 Eurocup               | iQuick Valencia                   | Tatuus FR2000 (Renault)     | 20:e/8p        | 4:a på Catalunya (Race 1)     |
| 2009                                             | Peugeot Spider Cup Denmark                | ?                                 | Mygale Spider 207 (Peugeot) | 9:a/28p        | ?                             |
| 2010                                             | FIA Formula Two Championship              | DASU/Dansk Metal (huvudsponsorer) | Williams JPH1B F2 (Audi)    | 17:e/21p       | 3:a på Silverstone (Race 2)   |
| 2010                                             | Peugeot Spider Cup Denmark                | ?                                 | Mygale Spider 207 (Peugeot) | 1:a/171p       | Sex segrar                    |
| 2010                                             | Big-Wheels Super Car Challenge            | Team Go-Go Vitesse 2              | Peugeot 207 Spider          | 2:a/153p       | ?                             |
| 2011                                             | European F3 Open                          | Cedars                            | Dallara F308 (Toyota)       | säsongen pågår | säsongen pågår                |
| Senast uppdaterad: 2011-04-25 (5006 dagar sedan) |                                           |                                   |                             |                |                               |